# Splügen
Splügen (em romanche Spleia, em italiano Spluga) foi uma comuna da Suíça, no Cantão dos Grisões, com cerca de 408 habitantes. Estendia-se por uma área de 43,05 km², de densidade populacional de 9 hab/km². Confinava com as seguintes comunas: Madesimo (IT - SO), Medels im Rheinwald, Mesocco, Nufenen, Safien, Sufers.
A língua oficial nesta comuna era o alemão.

## História
Em 1 de janeiro de 2019, passou a formar parte da nova comuna de Rheinwald.